# ガルツヴァイラー鉱山

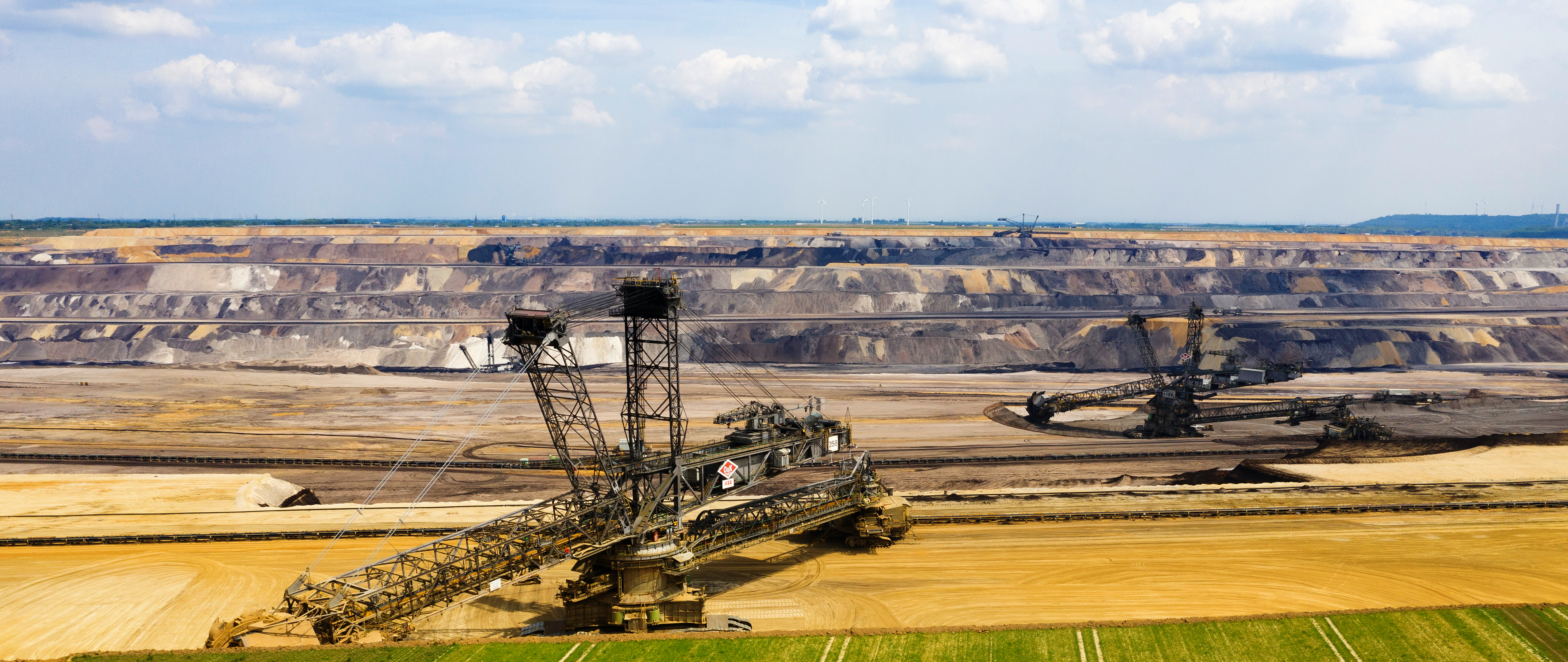
ガルツヴァイラー鉱山の露天掘りの風景。バケットホイール・エクスカベーターが地表を削り取って褐炭を採掘している

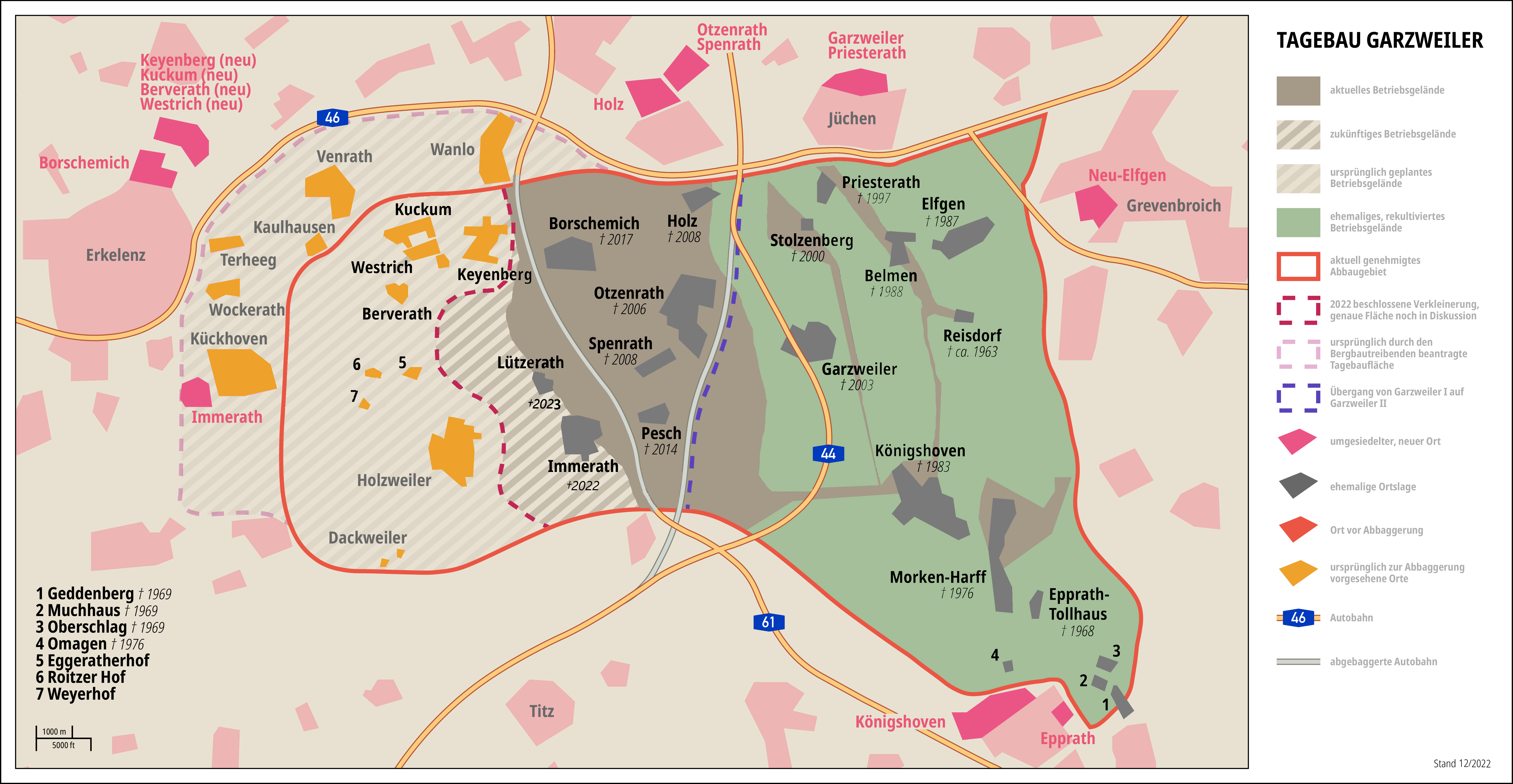
ガルツヴァイラー露天掘り鉱山の地図。森林・農地・村落・高速道路などがあった場所が丸ごと削られ、集落の移転が進んでいる

ガルツヴァイラー鉱山（ガルツヴァイラーこうざん）はドイツ、ノルトライン＝ヴェストファーレン州に存在する炭鉱。ガルツヴァイラー炭鉱とも呼ばれる。ケルン市の郊外に位置する。

## 概要
ドイツのエネルギー企業 RWEが運営する炭鉱。露天掘りにより品質の低い石炭である褐炭を大量に採掘。採掘された褐炭は、近接する火力発電所で燃料として消費されている。20世紀前半からあった小規模な鉱山が1980年代に一つの巨大な露天掘り鉱山にまとめられ、以来、褐炭の発電利用に反対する環境保護政党などの反対運動の中で、2000年代、2010年代を通じて拡張予定地の町村の集団移転やアウトバーンの廃道などが段階的に進められてきた。計画では、エルケレンツ市のすぐ近くまでの集落がすべて集団移転され、露天掘り鉱山になる予定になっている。

## 抗議活動
21世紀に入ると石炭の利用が地球温暖化に悪影響を与えているとして、環境保護団体等から使用の見直しについて指摘を受けるようになった。ガルツヴァイラー炭鉱は炭鉱の拡大を志向したことから、炭鉱の閉鎖を求める団体から幾度となく激しい抗議活動を受けている。

### 2019年
2019年6月21日から23日にかけて、気候変動防止を訴える活動家のグループ約1000人がが炭鉱と鉄道に侵入。炭鉱の操業が停止したほか、配電盤、ポンプ、車両等への放火が確認された。活動からは警察と衝突し、警察官8人が負傷した。

### 2020年
2020年9月27日、数百名の環境保護主義者が炭鉱閉鎖を訴えデモ行進を行い、数名が警察に拘束された。

### 2023年
2023年1月17日、数千人が行う抗議活動にスウェーデンの環境活動家グレタ・トゥーンベリも参加。一時、グレタが警察に身柄を拘束される出来事もあった。